# Emerson Lalín
Emerson Alexander Lalín Suazo (La Ceiba, Atlántida, Honduras; 18 de enero de 1994) es un futbolista hondureño. Juega de defensa y su equipo actual es el Asociación Deportiva Chalatenango de la Primera División de El Salvador.

## Trayectoria
Fue formado en las divisiones menores del Club Deportivo Victoria. Debutó oficialmente de la mano del DT argentino Cristian Guaita, el 9 de agosto de 2014, en el empate 2-2 frente a Olimpia, por la 2ª jornada del Torneo Apertura 2014.

## Selección nacional
Ha sido convocado a la Selección de fútbol de Honduras en categoría sub-23, bajo el mando de Jorge Luis Pinto.

## Clubes
Municipal Limeño - 2018

| Club         | País        | Año             |
| ------------ | ----------- | --------------- |
| Victoria     | Honduras    | 2014 - 2017     |
| Valle        | Honduras    | 2017 - 2018     |
| Platense     | Honduras    | 2018            |
| Chalatenango | El Salvador | 2019 - Presente |